# Ding Ling
Jiǎng Bīngzhī (蒋冰之), cunoscută sub pseudonimul Dīng Líng (丁玲) sau Bīn Zhǐ (彬芷)  (n. 12 octombrie 1904 - d. 4 martie 1986) a fost o scriitoare chineză.
Încă din tinerețe a aderat la mișcarea comunistă, motiv pentru care a fost persecutată și arestată de către Kuomintang.
În scrierile sale prezintă transformările aduse de comunism în cadrul lumii rurale chineze și destinele unor femei active politic.

## Opera
- 1927: Mangke;
- 1929: Jurnalul domnișoarei Shafei ("Shafei niishi-de riji" - 莎菲女士的日記);
- 1929: Jurnalul intim al unei sinucideri;
- 1930: Wei Hu;
- 1930: O femeie;
- 1948: Soarele strălucește deasupra râului Sangyan ("Taiyang zhao zui Sang gan-he shang").